# Devprayag

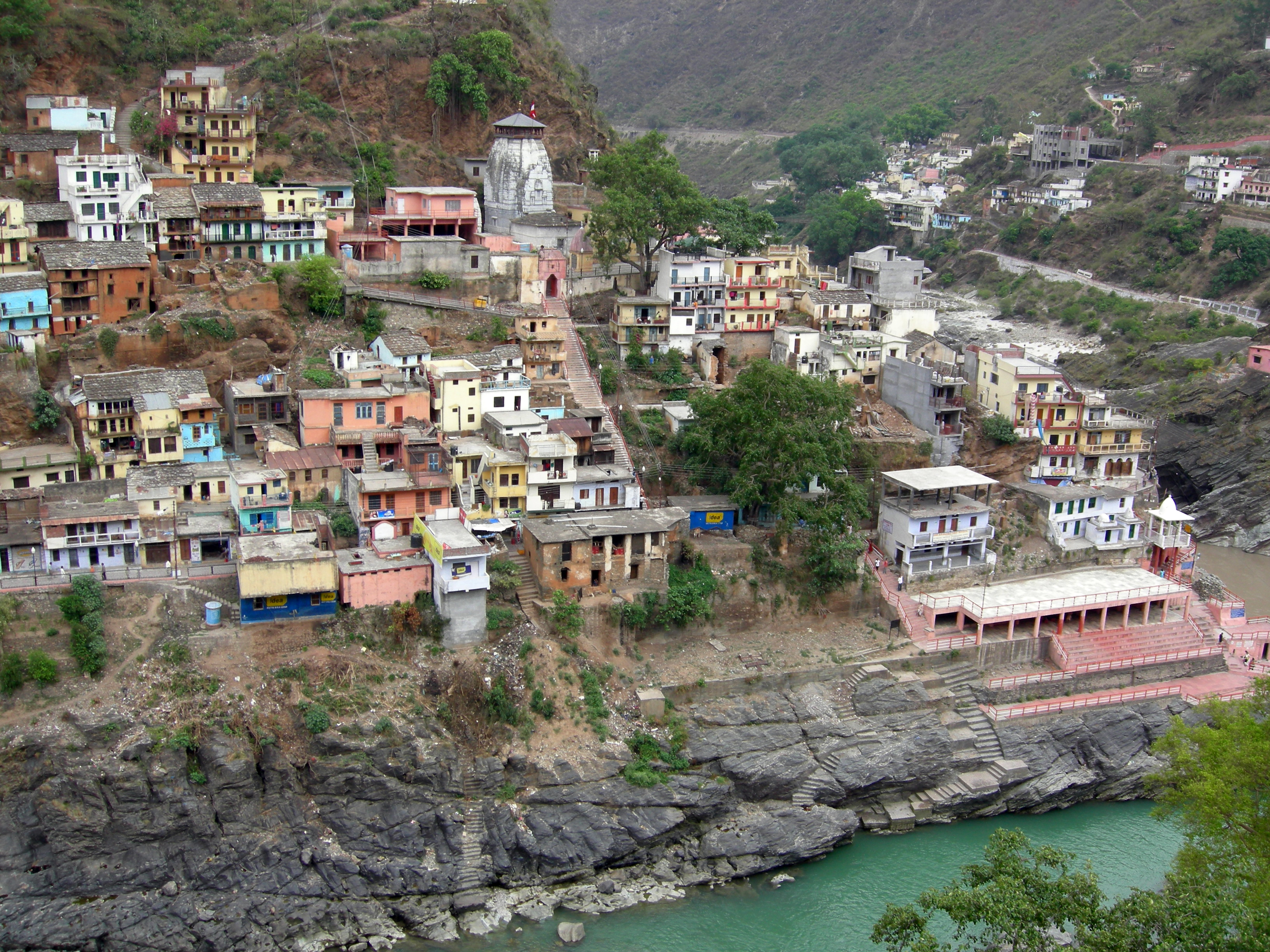
Devprayag mit Raghunathji-Tempel

Devprayag (Hindi: देवप्रयाग, Devaprayāg) ist ein knapp 4000 Einwohner zählender Ort im Distrikt Tehri Garhwal im nordindischen Bundesstaat Uttarakhand.

## Lage und Klima
Devprayag liegt auf einer Höhe von knapp 450 m im Süden des Himalaya am Zusammenfluss von Bhagirathi und Alaknanda, die ab hier den Ganges bilden. Die indische Hauptstadt Delhi ist ca. 300 km (Fahrtstrecke) in südwestlicher Richtung entfernt; die Pilgerstädte Rishikesh und Haridwar liegen gut 70 bzw. 100 km südwestlich. Das Klima ist mild; Regen (ca. 1500 mm/Jahr) fällt nahezu ausschließlich während der sommerlichen Monsunzeit.

## Raghunathji-Tempel
An der höchsten Stelle des Ortes steht ein dem Gott Vishnu in Gestalt seines Avatars Rama geweihter Turmtempel (deul) aus dem 7./8. Jahrhundert, der jedoch in der Zeit des Königreichs Garhwal (um 1500–1800) in Teilen umgestaltet bzw. erweitert wurde. Er gehört zu den 108 bereits von den Alvars erwähnten Divya Desam-Tempeln, von denen die meisten jedoch in Südindien stehen.

## Tourismus
Die Kleinstadt lebt in hohem Maße vom (Pilger-)Tourismus sowie von staatlichen Zuwendungen.